# Ngu Xia Jia
Ngu Xia Jia (* 22. September 2000) ist eine malaysische Leichtathletin, die sich auf den Hochsprung spezialisiert hat.

## Sportliche Laufbahn
Erste internationale Erfahrungen sammelte Ngu Xia Jia im Jahr 2018, als sie bei den Juniorenasienmeisterschaften in Gifu mit übersprungenen 1,65 m den neunten Platz im Hochsprung belegte. 2022 startete sie bei den Südostasienspielen in Hanoi und gelangte dort mit derselben Höhe auf Rang fünf.
In den Jahren 2018 und 2022 wurde Ngu malaysische Meisterin im Hochsprung.